# ساشا بیلانوویچ
ساشا بیلانوویچ (کرواتی: Saša Bjelanović؛ زادهٔ ۱۱ ژوئن ۱۹۷۹) بازیکن فوتبال اهل کرواسی بود.
از باشگاه‌هایی که در آن بازی کرده‌است می‌توان به باشگاه فوتبال سی‌اف‌آر کلوژ، باشگاه فوتبال کومو، باشگاه فوتبال ایسترا ۱۹۶۱، باشگاه فوتبال تورینو، باشگاه فوتبال واراژدین، باشگاه فوتبال هلاس ورونا، باشگاه فوتبال دینامو زاگرب، باشگاه فوتبال آسکولی، باشگاه فوتبال وارزه، باشگاه فوتبال آتالانتا، باشگاه فوتبال مسینا، باشگاه فوتبال پروجا، باشگاه فوتبال ویچنزا، باشگاه فوتبال جنوآ، باشگاه فوتبال لچه، و باشگاه فوتبال کیه‌وو ورونا اشاره کرد.
وی همچنین در تیم ملی فوتبال کرواسی بازی کرده‌است.